# Valle San Nicolao
Valle San Nicolao – miejscowość i gmina we Włoszech, w regionie Piemont, w prowincji Biella.
Według danych na styczeń 2009 gminę zamieszkiwały 1132 osoby przy gęstości zaludnienia 76 os./1 km².